# Cristoforo Colombo (serie animata)
Cristoforo Colombo o Alla scoperta dell'America (冒険者－THE MAN WAS FROM SPAIN－?, Bōkensha －THE MAN WAS FROM SPAIN－, lett. "Avventuriero - L'uomo veniva dalla Spagna") è un anime co-prodotto dall'italiana Mondo TV/Doro TV e dalla giapponese Nippon Animation in ventisei puntate nel 1991. Alla produzione hanno partecipato anche la svizzera Abdabra Cinematographique e la società dello Stato spagnolo per l'anniversario dei cinquecento anni dalla scoperta del Nuovo Mondo, la Sociedad Estatal V Centenario.

## Trama
Genova. Il giovane Cristoforo Colombo ha un sogno, andare per mare con una nave, ma il padre Domenico ostacola il progetto del figlio, perché vuole che il ragazzo prosegua il suo lavoro di tessitore per prendere un giorno il suo posto. Ma Cristoforo, con la sua determinazione, riuscirà a convincere il padre, il quale, alla fine, lascerà che il figlio segua la strada che desidera.
Iniziano qui le avventure per mare di Cristoforo, che s'imbarca su varie navi, viene assalito dai corsari e fa naufragio al largo del Portogallo. Dopo questa disavventura, Colombo decide d'imparare il più possibile sull'arte della navigazione e va a Lisbona ad aiutare il fratello minore Bartolomeo, che si guadagna da vivere come cartografo, e a frequentare la locale scuola di navigazione.
Finalmente al ragazzo viene offerto il posto di primo ufficiale su una nave diretta in Groenlandia. Qui Colombo sente per la prima volta la leggenda di un'antica nave vichinga che aveva raggiunto una terra lontana. Questo è l'embrione del pensiero che, in seguito, spingerà Colombo a presentare, senza successo, al re del Portogallo il progetto di un viaggio per raggiungere le Indie da occidente.
In seguito, ripresenterà il progetto ai reali di Spagna, Ferdinando e Isabella, i quali, dopo lunghe consultazioni con gli esperti, decideranno di finanziare la spedizione. Colombo, quindi, riuscirà ad ottenere le tre navi per intraprendere il suo lungo viaggio verso quella scoperta che avrebbe cambiato il mondo per sempre.

## Distribuzione
La serie è stata trasmessa per la prima volta su Canale 5, in Italia, dal 12 agosto al 9 ottobre 1992, con il titolo di Cristoforo Colombo e con l'omonima sigla, in occasione del 500º anniversario della scoperta del Nuovo Mondo. Il doppiaggio italiano è eseguito presso lo Studio P.V. di Milano e diretto da Enrico Carabelli. Sempre nel 1992 la serie è stata distribuita in edicola dalla De Agostini, in formato VHS, con il nuovo titolo Alla scoperta dell'America e con la nuova sigla dallo stesso titolo. Dal 26 novembre 2013 la serie viene pubblicata per la visione in streaming su Internet sul canale di YouTube Mondo TV - All'avventura!, con il titolo Cristoforo Colombo, l'uomo del nuovo mondo! e una sigla strumentale.
In Giappone la serie è stata trasmessa solo dieci anni dopo la trasmissione italiana, dal 28 novembre 2002 al 30 marzo 2003 su NHK BS-2, rete satellitare della televisione pubblica NHK. Essendoci la voce di Kei Tomiyama, morto nel 1995, il doppiaggio giapponese fu registrato almeno sette anni prima. Si tratta della prima volta che la NHK trasmise un anime della Nippon Animation dopo l'episodio unico Tottoi, andato in onda dieci anni prima, e ventitré anni dopo Conan il ragazzo del futuro.

## Sigle

### Italiane
- Sigla di apertura e chiusura per le trasmissioni su Fininvest: Cristoforo Colombo, cantata da Cristina D'Avena; musica di Carmelo Carucci, testo di Alessandra Valeri Manera
- Sigla di apertura e chiusura dell'edizione De Agostini: Alla scoperta dell'America, cantata da I piccoli cantori di Milano
- Per la pubblicazione su Internet è stata usata sigla internazionale della Mondo TV in versione strumentale, il cui compositore non è accreditato.

### Giapponesi
- Sigla di apertura: Sailing My Way (セイリング マイ ウエイ?, Seiringu Mai Uei, lett. "Navigando a modo mio"), cantata da Ryuun Nagai, testo e musica di Ryuun Nagai, arrangiamento di Tomoki Hasegawa
- Sigla di chiusura: Kimi yo tsuyoku nare (君よ 強くなれ? lett. "Tu, diventa forte!"), cantata da Ryuun Nagai, testo e musica di Ryuun Nagai, arrangiamento di Tomoki Hasegawa

## Doppiaggio
| Personaggi                      | Voce italiana      | Voce giapponese    |
| ------------------------------- | ------------------ | ------------------ |
| Cristoforo Colombo (da adulto)  | Marco Balzarotti   | Bin Shimada        |
| Cristoforo Colombo (da ragazzo) | Gabriele Calindri  | Toshiyuki Morikawa |
| Bartolomeo Colombo              | Diego Sabre        | Toshiyuki Morikawa |
| Bartolomeo Colombo (da bambino) | Diego Sabre        | Megumi Urawa       |
| Domenico Colombo                | Maurizio Scattorin |                    |
| Giovanni, il marinaio           | Paolo Marchese     | Shōzō Iizuka       |
| Beatrice                        |                    | Yūko Mizutani      |
| Re Ferdinando                   |                    | Masashi Sugawara   |
| Regina Isabella                 |                    | Eiko Yamada        |